# Vegetació d'Espanya

La vegetació d'Espanya és molt variada, a causa de diversos factors com són: la diversitat del relleu, del clima i la seva latitud. Espanya participa de diferents regions fitogeogràfiques (boreoalpina, eurosiberiana, mediterrània i macaronesiana —aquesta última, representada a Espanya per les Illes Canàries—), cadascuna amb característiques florístiques pròpies resultants en bona part de la interacció de diferents factors abiòtics, tals com el clima, el relleu, el tipus de sòl i el foc (incendis), amb factors biòtics (organismes vius que interactuen amb el mitjà i entre ells).
- Clima: és molt variable, la qual cosa repercuteix sobre el cicle biològic de la vegetació, es donen microclimes que tenen vegetació encara més diferent.
- Relleu: destaca l'altitud, la continentalitat i la seva major o menys proximitat al mar. Es creen així diferents hàbitats
- Tipus de sòl: cada espècie s'adapta millor a un sòl amb característiques determinades quant a la seva textura, estructura, etc.

La vegetació de la península Ibèrica es classifica en quatre grups:
- Vegetació de l'Espanya humida: bosc atlàntic típic, amb roure, faig, avellaner, moixera, arç blanc, etc., falgueres, molses, bolets, matolls diversos, etc., així com prats.
  - Vegetació de ribera: la que es forma a les riberes dels rius a zones baixes o de mitja muntanya, amb arbres com ara àlbers, pollancres, freixes, gatells, oms, salzes, tamarius, aurons blancs, etc. i altres plantes com ara baladre, murtra, aloc, diverses herbes, falgueres, etc, més les plantes aquàtiques, els joncs, les canyes, etc.
- Vegetació de l'Espanya seca: bosc mediterrani, amb arbres com ara l'alzina, l'alzina surera, la carrasca (Quercus rotundifolia), les savines i diferents pins (pi pinyer, pinastre, pi blanc o bord o carrasco, etc.), sotaboscs de ginebre, càdec, boix, bolets, etc, i extensions de garriga o matollars, amb arbustos o matolls (com ara el garric, Quercus coccifera, el llentiscle, el bruc, les estepes: estepa blanca, estepa negra; etc.), incloses matolls aromàtics com ara la farigola, l'espígol, la ginesta o el romaní.
- Vegetació de muntanya segons la seva altitud i l'estatge climàtic: amb arbres com ara l'alzina, l'alzina surera, diferents tipus de roures, el castanyer, el bedoll, l'auró blanc, l'auró negre, la moixera de guilla, el teix, la savina turífera, la pinassa, el pi roig, pi negre, i l'avet, arbusts com ara avellaners, margallons, ginebre, ginebró, boix, boix grèvol (que a vegades creix com a arbre), etc, matollars i landes de bàlec, boixerola, neret, nabiu, etc, i prats.
- La flora de les illes Canàries, on existeix una vegetació subtropical molt marcada per les diverses altituds: al litoral, palmeres, a l'altitud mitjà, la laurisilva i als cims, el pi canari.

A Espanya hi ha 17.804 milions d'arbres i cada any creixen una mitjana de 284 milions més.

## Vegetació eurosiberiana
Vegetació situada al nord de la península Ibèrica amb un clima oceànic, amb pluges regulars, la qual cosa influeix en la vegetació. Dins d'aquesta regió està el domini atlàntic i el submediterrani.

### Vegetació atlàntica

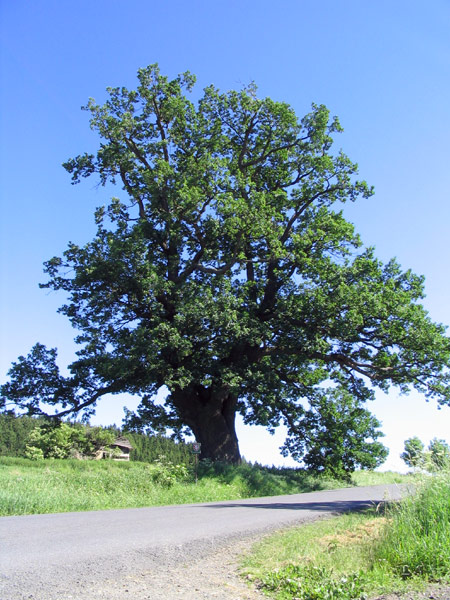
Roure Carvallo.

S'assenta en la part nord i nord-oest, des de Galícia fins al límit occidental dels Pirineus. La seva vegetació és un bosc dens, abunden els prats amb gran verdor. Es diferencien tres sectors:
- Vegetació cantàbrica: abasta des de Galícia fins als contraforts més orientals dels Pirineus. La seva vegetació és de bosc caducifoli en el qual predominen el roure pènol i el faig. El roure carvallo pot arribar als 40 m, amb gran ramificació i molt adaptat al fred. Per al seu desenvolupament necessita sòls amb alt component d'humitat. Dins dels carvallos apareix una altra espècie: el roure sessil, al costat dels grèvols i serbals. El sotabosc és de bruc i tojo. Quan la degradació ja és molt acusada apareixen matolls de ginesta al costat de falgueres. El tipus de matoll propi del domini atlàntic és la landa. També existeixen les fagedes amb fajos alts i que es ramifiquen cap a la meitat del seu tronc. Són molt resistents al fred i necessiten humitat per desenvolupar-se, és molt comuna en zones muntanyenques. Són gairebé inexistents en el sud de la península. Les fulles de faig configuren una gran ombra pel que es creen microclimes en el seu interior. El sotabosc és molt pobre, són espècies bulboses que es desenvolupen a la primavera quan el fullatge no és tan dens. Aquests espais no han estat tan degradats, s'han explotat per aprofitar la fusta. Quan el faig i el roure van desapareixent es substitueixen per espècies com el castanyer, molt comú a Cantàbria i cedeix el lloc a espècies de repoblació com el pi i l'eucaliptus.

- Vegetació gallega: l'espècie dominant és el carballo en gallec i bable. El faig queda relegat a les muntanyes orientals. En en sud-est de la comunitat, Quercus robur és menys comú, apareixent el reboll. És freqüent la presència d'alisos, bedolls, frens, salzes, plàtans (pradairo) sobretot en les ribes dels nombrosos rius i rierols. Actualment, les muntanyes es troben dedicades a espècies de repoblació com l'eucaliptus o Pinus pinaster (pi gallec), trobant-se les espècies autòctones entremesclades amb aquestes i sobretot en les "agras", zones més humides i baixes entre cada muntanya, amb abundants prats limitats per arbres de fulla caduca; i les abes de les muntanyes, la qual cosa defineix un paisatge característic de l'Espanya verda. També es troben, encara que en reculada, l'arç, més freqüents en la meitat nord i en aiguamolls. El sotabosc és ric. El sòl es cobreix de molses, sobretot en els mesos de tardor, hivern i primavera.

A les muntanyes encara es conserven alguns boscos de teix, espècie en el passat molt estesa a Galícia. La grans àrees d'espècies autòctones van ser desaparegudes als últims segles, però les que queden es troben en el centre (Chantada, Lalín, Vila de cruces, zona entre Santiago de Compostel·la i la Corunya). Entre els matolls (podent arribar als 2 o fins i tot 3 metres): Tojo, ginesta (xesta en gallec), brucs (queirogas en gallec), esbarzers (silveira en gallec), així com les falgueres que cobreixen les muntanyes gallegues des del mes de maig fins al final de l'estiu. Quant als prats, n'hi ha de dos tipus: Artificials (molt estesos, sobretot a Lugo, la Corunya, interior de Pontevedra i nord-oest d'Orense) i naturals entre els quals destaquen les brañas, molt freqüents en tot el terririo gallec.
En les ribes dels rius (sobretot de la província de Lugo i A Coruña) es troba el bosc caducifoli menys agredit i amb una àmplia gamma que va des de roure (Quercus robur), acevos, avellaners, alguna noguera, bedolls, alisos...
- Transició atlàntic-mediterrània: correspon a la part meridional de la serralada Cantàbrica i del sud-est de Galícia. La principal característica és que existeixen zones d'influència oceànica i unes altres mediterrani-continental. El roure que predomina és el reboll, que es va barrejant amb les primeres sureres (sobreira en gallec). És la vegetació que predomina a les Muntanyes de Lleó i al vessant sud de la serralada Cantàbrica.

## Àrea boreoalpina

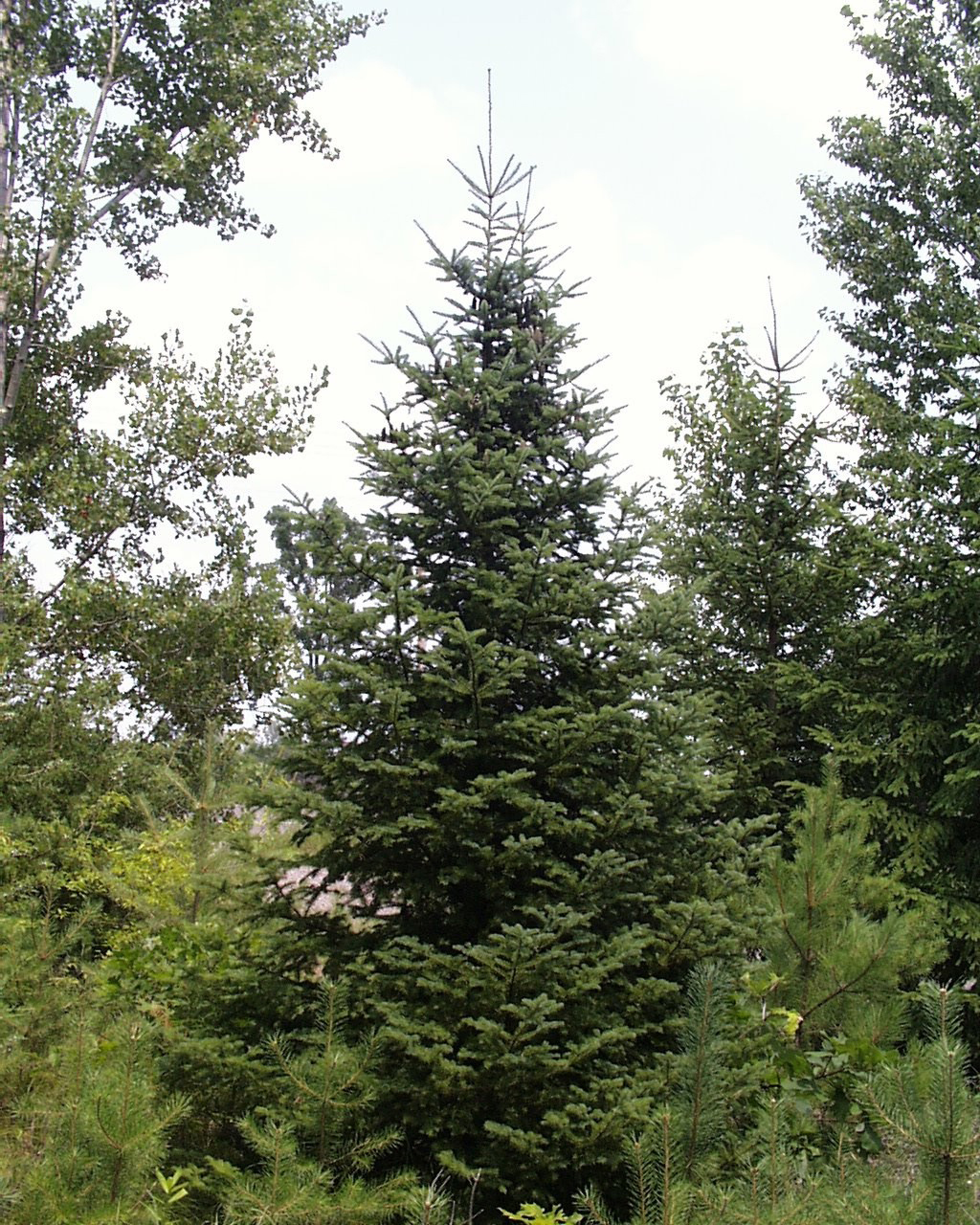
Avet que creix a les zones més humides de l'estatge subalpí, entre 1.200 a 2.400 msnm.

Es correspon amb la vegetació d'alta muntanya i està delimitada per l'altitud (vegeu estatges climàtics o zonació altitudinal). Està molt adaptada a les baixes temperatures, i amb major pluviositat que les zones més baixes. Hi ha un cicle biològic molt reduït a causa de la neu. Existeixen diferents zones de vegetació o estatges climàtics segons l'altitud. Hi ha tres dominis.

### Muntanya alpina
La trobem als Pirineus a partir dels 1.200-1.300 msnm. Segons l'estatge altitudinal podem trobar diferent vegetació. El primer és l'estatge subalpí, entre 1200 i 2400 m, en el qual el clima és bastant humit i dona lloc a un densa vegetació, destacant les coníferes, com l'avet (Abies alba) i el pi negre (Pinus uncinata). L'avet creix a les zones més humides d'aquesta regió amb boscos densos, la qual cosa propicia que el sotabosc rebi una insolació reduïda i no sigui molt ric. El pi negre és més petit i té un tronc gruixut, la insolació és major. El seu sotabosc associat està format per comunitats de neret (Rhododendron ferrugineum), boixerola (Arctostaphylos uva-ursi) i ginebró (Juniperus communis ssp. nana). Aquesta vegetació, quan els boscos de pi negre s'aclareixen per acció de l'home, és densa i constitueix un espès matoll o landa. La destrucció del mateix condueix a la formació d'un prat de Festuca scoparia en terrè calcari o de pèl caní (Nardus stricta) sobre sòl àcid. Si en el sòl existeix gran abundància de carbonats, el sotabosc de la pineda de pi negre s'empobreix acusadament.
El següent estatge és l'alpí, entre 2300 i 3000 m. La vegetació és el prat de plantes petites i acompanyat de plantes bulboses, amb un cicle de vida curt, supeditat al temps en què es recobreix de neu (6-7 mesos). Segons la humitat i el sòl existeixen altres espècies florístiques. L'últim nivell, el nival, que es troba a més de 3000 m d'altura, es localitza en espais concrets. Les zones d'escàs pendent estan cobertes de neu tot l'any i la vegetació és inexistent. On hi ha pendent, la neu rellisca i no es troba el sòl cobert, hi ha espècies adossades a les roques com molses o líquens. En els punts on existeix un defectuós avenament, l'aigua de fusió de la neu ocasiona la constitució de torberes amb la seva característica vegetació d'esfagnes (Sphagnum) i herbes del gènere dels càrex.
l'estatge nival. Aquest estatge no aconsegueix superfícies importants en els Pirineus, com enlloc d'Espanya; correspon als sectors situats aproximadament per sobre dels 3.000 m. Dins d'ell cal distingir: els espais de topografia més o menys plana o de pendent reduïda en els quals la neu es manté al llarg de tot l'any i on la vegetació superior és inexistent; i els constituïts per roques de fort pendent on la neu desapareix durant un temps, i on es troben les associacions de petites plantes rupestres.

### Muntanya de transició

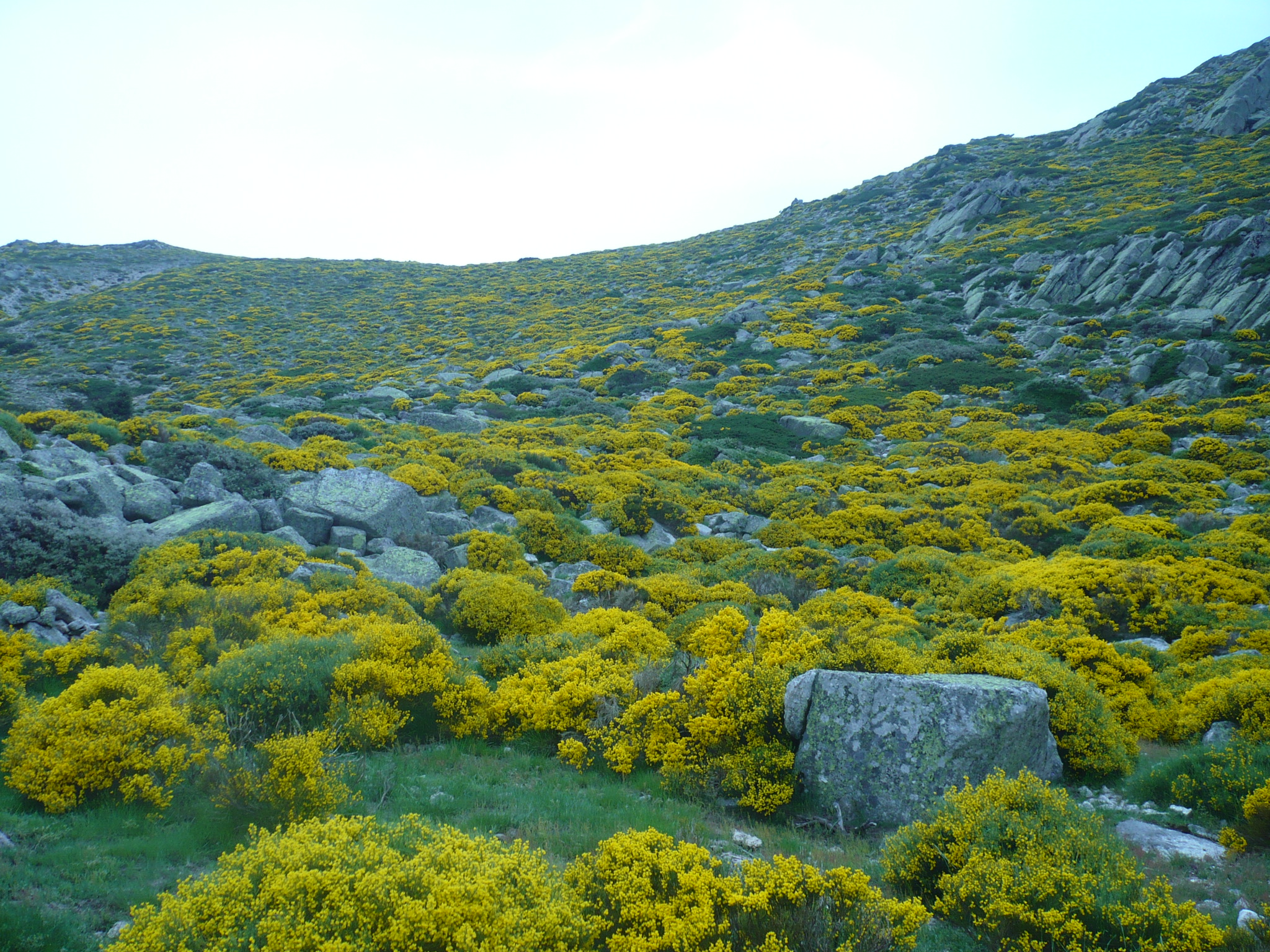
Landes de bàlec (Cytisus oromediterraneus) en flor a la Serra de Guadarrama.

Comprèn gran part de les muntanyes de la Península fora del territori dels Pirineus. A les Muntanyes de transició cap a l'Atlàntic només es circumscriu a les parts més altes dins de la Serralada Cantàbrica; la seva vegetació és més pobra que als Pirineus perquè desapareix el pis subalpí. Hi ha petits matolls d'arbustos, de port reduït: ginebró (Juniperus communis ssp. nana), bruguerola (Calluna vulgaris), brucs i ginestes, afins a la landa atlàntica, els quals a les majors altituds deixen lloc al prat alpí. On predomina el sòl silici es desenvolupe les landes i a les zones més elevades els prats, quan el sòl és calcari la vegetació és discontínua. A les muntanyes de transició al mediterrani creix a totes les serralades per sota de la Cantàbrica, és a dir a la Serra Bruna i al Sistema Central. La principal característica és que existeix irregularitat pluvial i estació seca i l'estatge subalpí no existeix. Per sobre del bosc caducifoli creix el matoll. En el Sistema Central, a partir dels 1.900-1.950 msnm, en desaparèixer els últims peus de pi roig (Pinus sylvestris), el ginebró, que abunda ja juntament amb el pi roig, es fa cada vegada més abundant i dens, constituint una formació subarbustiva relativament tancada. Per damunt, es troben prats de pèl caní (Nardus stricta) i Festuca indigesta.
A la part septentrional del Sistema Ibèric, encara molt atlàntica per la seva vegetació, el pis supraforestal, que s'inicia també al voltant dels 1.900 m, apareix en contacte amb les fagedes i presenta principalment una landa supraforestal de ginesta d'escombres (Cytisus scoparius) i ginebró.

## Muntanya mediterrània
Al sud i a l'est dels sectors assenyalats són poc importants les àrees que puguin ser considerades com a alta muntanya, sent la de major entitat la de Serra Nevada. Aquí la característica climàtica fonamental és l'existència d'un estiu que pot considerar-se sec. L'estatge supramediterrani, en contacte amb l'estatge oromediterrani, està constituït per arbres meridionals, particularment l'alzina, el roure de fulla petita (Quercus faginea) i en els sectors més humits el roure reboll (Quercus pirenaica).
L'estatge oromediterrani pròpiament dit s'inicia aproximadament a partir dels 2.000 msnm. Són especialment importants en ell les espècies mediterrànies oròfiles en forma de coixinet espinós, moltes d'aquestes presents també a les altes muntanyes nord-africanes. Les tarteres, els roquerars i la roca nua ocupen grans extensions, en relació amb el clima i amb un intensíssim pasturatge. Només en els fons de les valls i altres llocs de gran humitat es formen prats amb plantes centreeuropees abundants i encara amb unes poques espècies.

## Illes Canàries

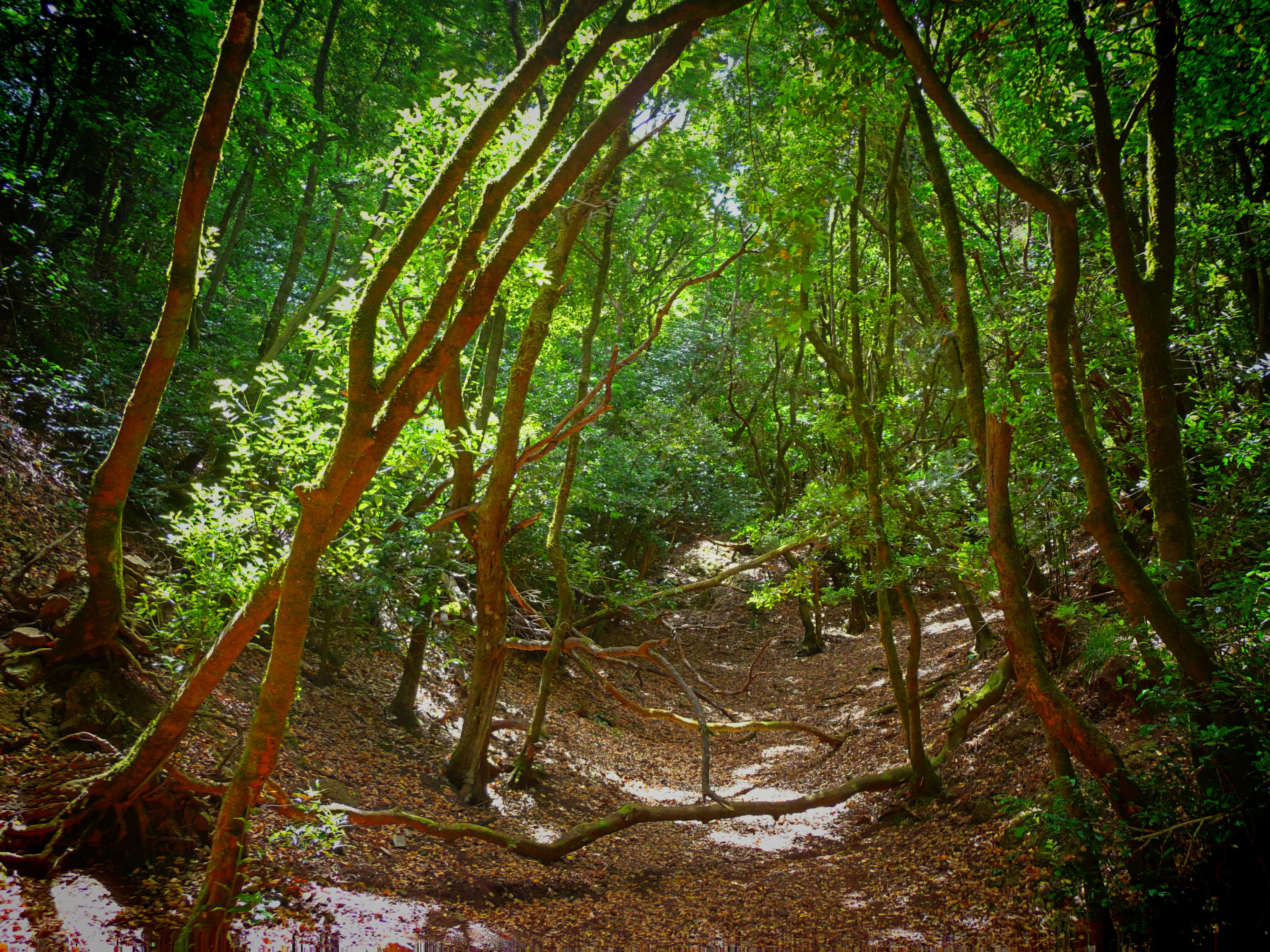
Bosc de Laurisilva en una zona humida de Tenerife.

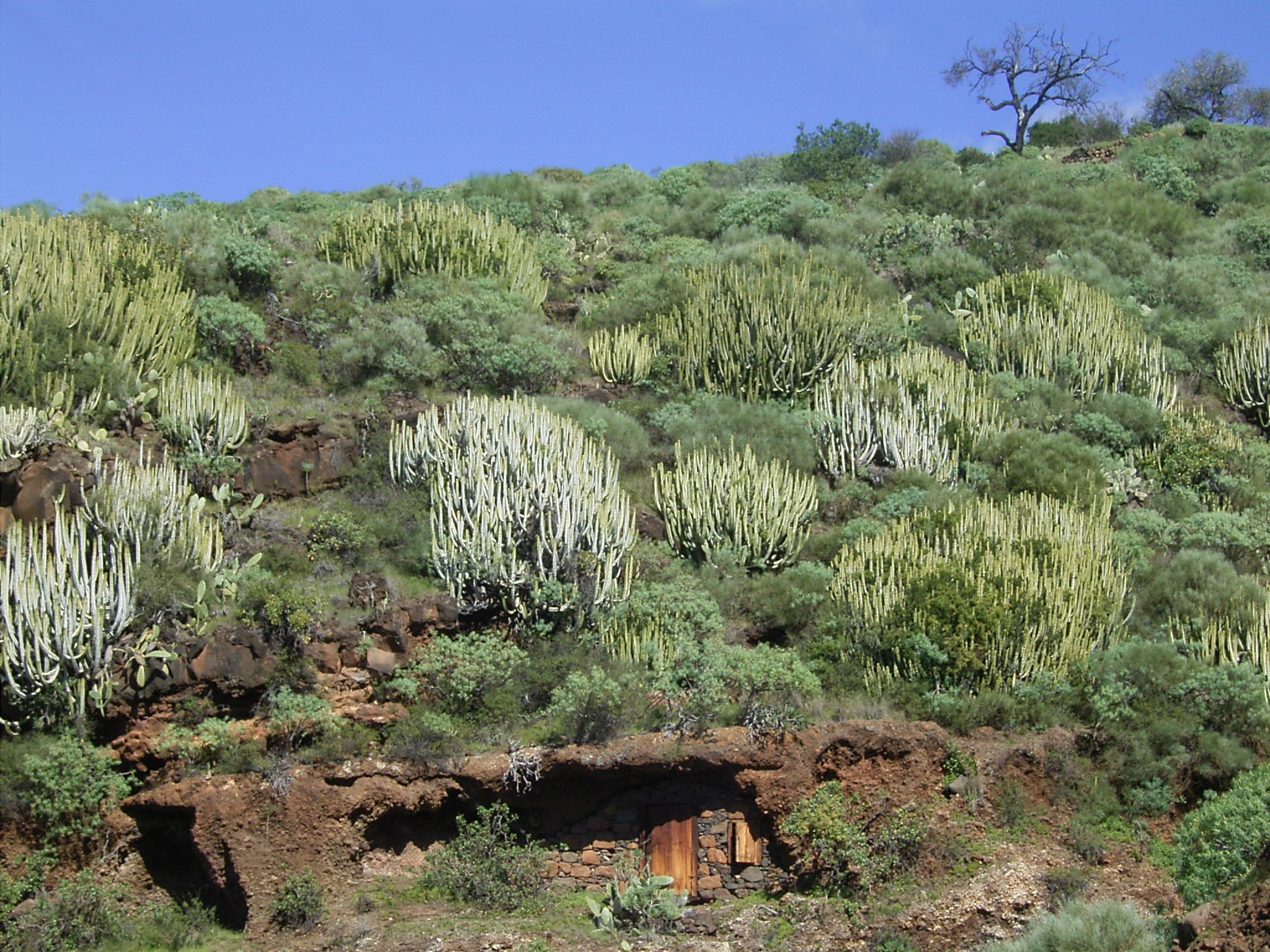
Hàbitat xeròfil amb tabaibas i cardones, Puntagorda, La Palma.

L'arxipèlag canari forma part de la regió fitogeogràfica macaronesiana, tenint per tant moltes espècies en comú amb altres arxipèlags atlàntics com les Illes Açores i Madeira. La seva vegetació compta amb un alt índex d'endemismes, té més de 500 espècies vegetals endèmiques. Moltes són relíquies d'espècies àmpliament distribuïdes pel sud d'Europa i pel nord d'Àfrica durant l'Era Cenozoica o Terciària.
La vegetació està molt influenciada pel clima tropical sec i la influència dels Vents alisis que bufen de nord-est a sud-oest, donant lloc a certes zones d'humitat alta i precipitacions relativament elevades. Això dona lloc a importants contrastos en les precipitacions a les illes de major relleu. La vegetació de les Canàries està condicionada per les precipitacions, l'altitud, el sòl volcànic, les temperatures, l'acció de l'home i l'orientació respecte als vents. Hi ha divisió per pisos:
- Basal àrid: on té lloc la menor quantitat de pluges amb menys de 300 mm, la mitjana de temperatures és de 20 °C, no existeixen arbres i sí un matoll discontinu de tipus xeròfil, una de les espècies que predomina és el "ricino" i l'"aviosa", també destaca la figuera de moro i la pita en els 400 m a sobrevent i 700 a sotavent.
- De transició al pis montà: 100 m per sobre del basal, les precipitacions són entre 350 i 400 mm, la mitjana de temperatures és de 15 i 19 °C. És una àrea profundament transformada per l'home per a cultius, s'hi conserven restes de savinars, ullastre o olivera silvestre, palmeres i el drago.
- Pis humit del vessant septentrional de les illes centre-occidentals: des dels 500-600 fins als 1200 m, amb temperatures mitjanes entre 13 i 15 °C i pluges sobre 1.000 m. Està relacionat amb la humitat ambiental i l'existència d'un banc de núvols el vapor dels quals absorbeixen les fulles. Això es denomina pluja horitzontal o invisible. Hi ha un bosc molt dens, perennifoli compost per espècies lauràcies, la laurisilva. Es conserven bones masses de laurisilva a l'illa de la Gomera (Garajonay), Tenerife i la Palma.
- Semisec: es desenvolupa conforme la humitat va descendint i pot arribar fins als 2000 m, al no existir aquesta humitat desapareixen les espècies lauràcies i deixa pas als brucs i al costat d'aquests, conforme hi ha menys humitat, apareix el pi canari i sotabosc de farigola i Cistus.
- Pis sec en altura: a partir dels 2.000 msnm amb més de 500 mm anuals, només es desenvolupa un matoll molt obert, ric en flora i unes espècies amb un desenvolupament de les seves arrels bastant potent, basat en la cerca d'humitat, com la ginesta i l'escombra. Conforme ascendim per sobre dels 2800 m la vegetació és molt residual predominant plantes en forma de petits matolls.